# Lista președinților României
Președintele României este șeful statului român. Funcția a fost creată de liderul comunist Nicolae Ceaușescu în 1974 și s-a dezvoltat în forma sa modernă după Revoluția Română prin adoptarea constituției din 1991.
Președintele în exercițiu este Nicușor Dan, care și-a început mandatul în 26 mai 2025 în urma alegerilor prezidențiale din mai 2025.

## Lista președinților
| # | Poză | Nume                          | Partid      | Început de mandat | Sfârșit de mandat | Durata mandatului              | Note   |
| - | --- | ----------------------------- | ----------- | ----------------- | ----------------- | ------------------------------ | ------ |
| 1 | | Nicolae Ceaușescu (1918-1989) | PCR         | 28 martie 1974    | 22 decembrie 1989 | 15 ani și 249 de zile          | [ 3 ]  |
| 1 | Funcția de președinte al României a fost înființată pentru a întări poziția lui Nicolae Ceaușescu în cadrul PCR. Momentul este considerat a fi punctul de început al dictaturii sale. | Nicolae Ceaușescu (1918-1989) |             |                   |                   |                                | [ 3 ]  |
| 2 | | Ion Iliescu (1930-2025)       | FSN         | 20 mai 1990       | 29 noiembrie 1996 | 6 ani și 193 de zile           | [ 5 ]  |
| 2 | Ion Iliescu a preluat puterea în timpul Revoluției Române din 1989. În perioada 22 decembrie 1989 - 20 mai 1990 a fost președintele al Consiliului Frontului Salvării Naționale și al Consiliului Provizoriu de Uniune Națională. A fost apoi ales pentru un mandat de 2 ani cu peste 85% din voturi (singurele alegeri universale pentru Președinte într-un singur tur). | Ion Iliescu (1930-2025)       |             |                   |                   |                                | [ 5 ]  |
| 3 | | Emil Constantinescu (n. 1939) | CDR         | 29 noiembrie 1996 | 20 decembrie 2000 | 4 ani și 21 de zile            | [ 7 ]  |
| 3 | Constantinescu a fost candidatul câștigător al coaliției de dreapta Convenția Democrată Română (CDR), care a câștigat alegerile generale din 1996, pavând astfel drumul pentru primul transfer pașnic de putere din România post-1989. În timpul mandatului său de președinte, Constantinescu s-a confruntat cu implementarea lentă a procesului de modernizare și privatizare, care a fost împiedicat de birocrația excesivă. | Emil Constantinescu (n. 1939) |             |                   |                   |                                | [ 7 ]  |
| 4 | | Ion Iliescu (1930-2025)       | PDSR        | 20 decembrie 2000 | 20 decembrie 2004 | 4 ani                          | [ 5 ]  |
| 4 | Iliescu a fost ales pentru al doilea său mandat de la adoptarea Constituției din 1991 (și al treilea de la Revoluție) în anul 2000. În martie 2004, la finalul ultimului său mandat, România a aderat la Organizația Tratatului Atlanticului de Nord (NATO), ca parte a celui de-al doilea val important de extindere în Europa Centrală și de Est. | Ion Iliescu (1930-2025)       |             |                   |                   |                                | [ 5 ]  |
| 5 | | Traian Băsescu (n. 1951)      | Alianța DA  | 20 decembrie 2004 | 21 decembrie 2014 | 10 ani și o zi                 | [ 9 ]  |
| 5 | Ales cu sprijinul Alianței Dreptate și Adevăr (DA), orientată spre dreapta, Băsescu a câștigat președinția în 2004 cu un program care viza combaterea corupției politice. În timpul primului său mandat, România a aderat la Uniunea Europeană. În ciuda opoziției din partea partidelor de stânga (în special PSD și PRM), el a condamnat public regimul comunist. Pe plan internațional, Băsescu a apropiat România de SUA, UE și NATO, menținând o politică externă pro-occidentală pe durata ambelor sale mandate. A fost suspendat de două ori, în 2007 și 2012. Ambele referendumuri de demitere au fost invalidate de Curtea Constituțională din cauza prezenței scăzute la vot, ceea ce i-a permis revenirea în funcție. | Traian Băsescu (n. 1951)      |             |                   |                   |                                | [ 9 ]  |
| 6 | | Klaus Iohannis (n. 1959)      | PNL         | 21 decembrie 2014 | 12 februarie 2025 | 10 ani și 53 de zile           | [ 10 ] |
| 6 | Ales cu sprijinul Alianței Creștin-Liberale (ACL), Iohannis a câștigat în turul al doilea al alegerilor prezidențiale din 2014 împotriva fostului aliat din USL Victor Ponta. În timpul campaniei prezidențiale, platforma sa s-a concentrat pe lupta anticorupție, independența justiției și relaxarea fiscală. De asemenea, el este primul președinte al României provenit dintr-o minoritate etnică, fiind de origine germană (sas). În alegerile din 2019 a învins-o categoric pe candidata PSD Viorica Dăncilă în ambele tururi. | Klaus Iohannis (n. 1959)      |             |                   |                   |                                | [ 10 ] |
| 7 | | Nicușor Dan (n. 1969)         | Independent | 26 mai 2025       | prezent           | 71 zile (până în data curentă) | [ 13 ] |
| 7 | La scurt timp după anularea alegerilor din 2024, Dan și-a anunțat candidatura la alegerile din 2025. A fost susținut de o coaliție de partide liberale, de centru-dreapta și pro-Europene. Campania sa a avut un caracter pro-occidental și anti-corupție, contrastând cu poziția naționalistă și eurosceptică a contracandidatului său, George Simion. Deși Simion a câștigat primul tur, Dan a câștigat în turul al doilea pe fondul unei mobilizări a electoratului pro-European. | Nicușor Dan (n. 1969)         |             |                   |                   |                                | [ 13 ] |

## Lista președinților interimari
Președintele Senatului devine Președinte Interimar în cazul incapacității exercitării funcției, sau în cazul în care Președintele este suspendat. În cazul în care acesta nu poate exercita funcția, urmează Președintele Camerei Deputaților.
| # | Poză | Nume (și durata de viață)  | Partid | Început de Mandat | Sfârșit de Mandat | Durata Mandatului |
| - | --- | -------------------------- | ------ | ----------------- | ----------------- | ----------------- |
| 1 | | Nicolae Văcăroiu (n. 1943) | PDSR   | 20 aprilie 2007   | 23 mai 2007       | 1 lună și 3 zile  |
| 1 | Văcăroiu a servit ca președinte interimar în timpul primei suspendări a lui Traian Băsescu.                                           | Nicolae Văcăroiu (n. 1943) |        |                   |                   |                   |
| 2 | | Crin Antonescu (n. 1959)   | PNL    | 10 iulie 2012     | 27 august 2012    | 1 lună și 18 zile |
| 2 | Antonescu a servit ca președinte interimar în timpul celei de-a doua suspendări a lui Traian Băsescu.                                 | Crin Antonescu (n. 1959)   |        |                   |                   |                   |
| 3 | | Ilie Bolojan (n. 1969)     | PNL    | 12 februarie 2025 | 26 mai 2025       | 3 luni și 14 zile |
| 3 | Bolojan a devenit președinte interimar în urma anulării alegerilor prezidențiale din 2024 și a demisiei președintelui Klaus Iohannis. | Ilie Bolojan (n. 1969)     |        |                   |                   |                   |